# 阿纳多卢号两栖攻击舰
阿纳多卢号（英語：TCG Anadolu，舷號L-400）是土耳其海军一艘兩棲突擊艦/航空母艦，原計劃可配置为V/STOL轻型航母，现使用短距起飛和降落的方式操作固定翼无人机，作為無人機航母。该舰采用与西班牙海军胡安·卡洛斯一世號戰略投射艦相同的总体设计，由土耳其塞德夫造船厂建造，于2019年4月30日下水，於2023年4月10日服役並成为土耳其海军旗舰。舰名阿纳多卢得名于安納托利亞的土耳其语Anadolu。

## 设计与建造
土耳其海军规划新型船坞登陆舰（LPD），用以向周边海域投射营级部队、装甲车、直升机、无人机等军事力量，并进行招标。2013年12月，土耳其国防工业副秘书处（SSM）宣布该国的塞德夫造船厂竞标获胜，并开始进行合同谈判。项目最初打算使用胡安·卡洛斯一世號戰略投射艦的简化版设计，无滑跳起飛甲板。在土耳其计划购买F-35B戰鬥機后，又改回带滑跳起飛甲板的设计，全舰计划携带8-10架F-35B和12架直升机，并在舰艇前部配置升降机。2015年5月，土耳其国防部与塞德夫造船厂签订造舰合同，由西班牙纳凡蒂亚造船厂提供技术支持，配套装备和作战系统采用土耳其国产为主。
2018年2月7日，在伊斯坦布尔图兹拉区的塞德夫造船厂安放龙骨，开始建造。4月30日举行割板仪式，时任总统埃尔多安出席，并表示阿纳多卢号将成为该国海军中首艘使用F-35B的舰艇。
2019年，由于土耳其向俄罗斯购买S-400导弹系统，被美国取消了F-35合作项目。为解决无固定翼飞机可用的困境，土耳其将该舰转型为无人机航空母舰，并着手开发拜拉克塔尔TB2的变体拜拉克塔尔TB3用于舰上起降。
2022年10月，该舰完成首次坦克两栖登陆演练，一辆阿勒泰戰車被放置在機械化登陸艇中，通过坞舱进行两栖投送。2022年11月，该舰完成首次直升机起降演练，一架AH-1W超级眼镜蛇和一架S-70B海鷹直升機在甲板降落。
2023年4月10日，正式服役並成為土耳其海軍旗艦。

## 任务类型
该舰被设计用于四类任务：
- 投送海军陆战队进行两栖作战
- 运输军队至任何战区，以作力量投射
- 航空母舰
- 非战斗行动，如人道主义援助、撤退疏散行动、医疗船

## 舰载机

### 固定翼无人机
计划中的固定翼无人机有：
- 拜拉克塔尔红苹果无人机[12]
- 拜拉克塔尔TB3（英语：Baykar Bayraktar TB3）[9]

### 直升机
已完成起降演练的直升机有：
- AH-1W超级眼镜蛇
- SH-70海鷹直升機

未来计划配备：
- T129攻击直升机（英语：TAI/AgustaWestland T129 ATAK）